# 2018年爆米花棒球聯盟
2018年爆米花棒球聯盟，是由中華民國棒球協會主辦的第三屆爆米花棒球聯盟，共有9支球隊參賽，最終合作金庫獲得總冠軍，也是首支兩連霸的球隊，並由投手黃健隆拿下本屆MVP。

## 賽制
- 例行賽為三循環賽，第三循環起，前兩循環累計戰績較佳者擔任主隊。
- 例行賽結束後，進行兩輪系列賽。
  - 由排名第三、第二名進行季後賽，為三戰二勝制。
  - 勝者將與排名第一進行冠軍賽，為五戰三勝制。
- 例行賽每場比賽第10局起採取突破僵局制，若比賽至第12局結束未分出勝負時，和局結束。

## 各隊登錄球員

### 合作金庫棒球隊
總教練：許順益
教　練：王燕國、洪煒杰、林加祐
投　手：朱誥鎮、吳昇峰、陳政陽、唐嘉駿、高耀佐、何家榮、許凱翔
　　　　曾俊彥、賴柏瑋、林彥辰、王政浩、黃騰宥、張凱軍、黃健隆、鄭嘉明
捕　手：張力軒、吳松勳、黃佳瑋
內野手：陳昱仁、林　瀚、蘇偉銓、陳智輝、高育瑋、陳毅宏、楊先賢
外野手：柯景瀚、馬文修、陳孝允、何祖韋、許誌峰

### 台灣電力棒球隊
總教練：李盈南
教　練：鄭竣哲、莊智捷
投　手：鄧伊善、鄭崴壬、劉智銚、陳良志、謝柏賢、蔡偉凡、李子揚
　　　　范孟晨、王宗豪、王翔鷹、林冠翰、徐昇暉、張順昱
捕　手：陳瑞慕、黃韋銘、林軒逸
內野手：范孟傑、謝榮展、蕭帛庭、廖俊凱、陳偉志、李育全、黃彥賓
外野手：林根緯、林　柱、蔡智榆、戴如量、陳彥穎、黃鈺程、李冠賢

### 綺麗珊瑚棒球隊
總教練：謝承勳
投　手：楊成源、游凱程、藍振維、黃佳偉、呂家豪、黃永浦、郭財福、簡名駿、黃勇克、洪安生、徐銘澤
捕　手：許晏禎、蘇俊豪、林書豪
內野手：黃峻豪、林宏育、增鈺傑、陳偉宏、楊家勝、胡志文、陳弘諺
外野手：趙偉盛、曾承威、陳明祥、簡富智、蔡恩君、林勝凱、陳少偉、白劭瑞、陳勤沛

### 崇越隼鷹棒球隊
總教練：吳思賢
教　練：羅國璋
投　手：蘇哲民、林志穎、吳逸平、鄭智鴻、林瑋滐、林安可、何少鏞
　　　　鄭文豪、呂偉晟、潘庭豐、高塩將樹、那珂大心、Elvin Liriano
捕　手：姚冠瑋、陽忠辰、凃佳鴻
內野手：姜建銘、王仁豪、林志鴻、張皓緯、潘宏翔、王薪權、林志祥
外野手：黃義坤、戴云真、郭冠辰、楊志翔、陳皓禎、楊振裕、森育彬

### 台中市台灣人壽成棒隊
總教練：廖剛池
教　練：林英傑、羅松永、王子菘、方南堯
投　手：林耀駿、楊尊凱、徐士軒、蔣李威、謝睿鴻、鍾博臣、蔡松嶧
　　　　林慶隆、許吉仁、佟百聖、伊藤克、相澤健勝、長江翔太
捕　手：鄭達鴻、張翰華、楊程皓、張嘉顯
內野手：蔣宗成、林奐宇、劉信宏、李聖弘、魏嘉甫、楊承駿、楊瑞承
外野手：彭名宇、洪瑋漢、林順吉、楊明杰、潘俊宇、李嘉榮

### 台北興富發棒球隊
總教練：呂明賜
教　練：吳復連、李安熙、黃欽智、陳宗宏
投　手：蘇俊榮、林宇祥、徐正奇、陳韋霖、林　軍、呂明杰、林蔚諭
　　　　傅韋傑、林健傑、吳忠威、方冠森、林銘謙、許文錚、葉濠瑋、尤士晉
捕　手：林廷彥、楊承翰、蔡瑋泰
內野手：陳麒源、林驛騰、陳威儒、顏聖賢、蔡明覺、郭宣志、高　杰、羅　堃、何昱德
外野手：吳政達、黃家偉、吳界煌

### 新北市成棒隊
總教練：周正雄
教　練：呂祐華、蔡家宏
投　手：陳偉建、葉詠捷、王駿昊、楊翔皓、胡臻典、石弘傑、林詩堯
　　　　劉劭威、李承壅、高楚威、陳德仁、吳俊文、林皋立
捕　手：詹竣翔、詹晨宏、趙明在、牛塏曄
內野手：李品叡、劉任傑、劉士綱、陳俞翔、丁朝原
外野手：陳　豪、謝志豪、黃裕翔、陳冠任、曹家淵、李君國、林鴻偉

### 桃園航空城棒球隊
總教練：蔡榮宗
教　練：何献凡、莊志偉
投　手：鄭祐豪、江冠辰、許傳裕、葉秀華、廖椿儒、江信德、林仕傑、張賢智
　　　　陳家鴻、蘇稚程、翁緯喬、王恩皓、林莫凡、江泗洋
捕　手：許皓凱、廖俊霖、陳雅各
內野手：吳柏毅、李承恩、郭銘仁、盧漢鑫、林恩偉、黃飛鴻、陳昱銘、李宇翔、鄭展誠
外野手：楊霈倫、陳喆閎、徐子峻、陳仲彥

### 臺南市成棒隊
總教練：張文宗
教　練：吳家輝、林琨瑋、許峰賓、沈福仁
投　手：陳俊臨、翁偉迪、黃緯麟、李峻旗、林子昱、魏碩成、林麒豪
　　　　陳勁維、黃宗龍、金家威、林旺億、宋起泰、林丹盛
捕　手：林以哲、蔡孟修、吳旭堡
內野手：王偉傑、楊子翔、王于文、黃玉璽、黃伯楷、林家岳、王品棋、蕭秉廉、羅昶煜
外野手：李威達、曾子豪、楊瑞華、趙品惟、馬仲權

## 大專球員分配名單
| 球隊     | 桃園航空城             | 台南市             | 台中台壽保         | 崇越隼鷹                     |
| -------- | ---------------------- | ------------------ | ------------------ | ---------------------------- |
| 球員名單 | 李宇翔（國立體大）     | 魏碩成（遠東科大） | 洪瑋漢（台灣體大） | 吳逸平（遠東科大）           |
| 球員名單 | 李承恩（國立體大）     | 宋起泰（康寧大學） | 曾盛淳（開南大學） | 哈勇．陳魯木（大同技術學院） |
| 球員名單 | 林莫凡（大同技術學院） |                    |                    | 蔡維凡（大同技術學院）       |
| 球員名單 | 陳仲彥（大同技術學院） |                    |                    | 許少綸（國立體大）           |
| 球員名單 | 林恩偉（大同技術學院） |                    |                    | 江柏豪（開南大學）           |

- 僅開放大四球員供有戰力需求球隊選秀，並在大專聯賽預賽後加入。

## 例行賽成績
| 排名 | 隊伍       | 應賽 | 出賽 | 取消 | 勝 | 敗 | 勝率  |
| ---- | ---------- | ---- | ---- | ---- | -- | -- | ----- |
| 1    | 崇越隼鷹   | 24   | 22   | 2    | 17 | 5  | 0.773 |
| 2    | 合作金庫   | 24   | 22   | 2    | 17 | 5  | 0.773 |
| 3    | 新北市     | 24   | 18   | 6    | 13 | 5  | 0.722 |
| 4    | 台灣電力   | 24   | 21   | 3    | 13 | 8  | 0.619 |
| 5    | 台南市     | 24   | 20   | 4    | 11 | 9  | 0.550 |
| 6    | 台中台壽保 | 24   | 21   | 3    | 8  | 13 | 0.381 |
| 7    | 台北興富發 | 24   | 22   | 2    | 8  | 14 | 0.364 |
| 8    | 綺麗珊瑚   | 24   | 21   | 3    | 5  | 16 | 0.238 |
| 9    | 桃園航空城 | 24   | 21   | 3    | 2  | 19 | 0.095 |

## 季後賽成績
- 數字代表為勝場數

|  |          |   |          |   | 決賽 |  |
|  |          |   |          |   |      |  |
|  |          |   |          |   |      |  |
|  |          |   |          |   |      |  |
|  | 合作金庫 | 2 |          |   |      |  |
|  | 合作金庫 | 2 |          |   |      |  |
|  | 新北市   | 0 |          |   |      |  |
|  | 新北市   | 0 | 崇越隼鷹 | 1 |      |  |
|  |          |   | 崇越隼鷹 | 1 |      |  |
|  |          |   | 合作金庫 | 3 |      |  |
|  |          |   | 合作金庫 | 3 |      |  |
|  |          |   |          |   |      |  |
|  |          |   |          |   |      |  |
|  |          |   |          |   |      |  |

## 最終排名
| 排名 | 隊伍       |
| ---- | ---------- |
| 金牌 | 合作金庫   |
| 銀牌 | 崇越隼鷹   |
| 銅牌 | 新北市     |
| 4    | 台灣電力   |
| 5    | 台南市     |
| 6    | 台中台壽保 |
| 7    | 臺北興富發 |
| 8    | 綺麗珊瑚   |
| 9    | 桃園航空城 |

## 獎項

### MVP
| 球員   | 所屬球隊 |
| ------ | -------- |
| 黃健隆 | 合作金庫 |

### 個人獎項
| 獎項     | 球員   | 所屬球隊   |
| -------- | ------ | ---------- |
| 勝投王   | 吳昇峰 | 合作金庫   |
| 防禦率王 | 蔡偉凡 | 台灣電力   |
| 救援王   | 劉劭威 | 新北市     |
| 打擊王   | 林鴻偉 | 新北市     |
| 打點王   | 何昱德 | 臺北興富發 |
| 全壘打王 | 何昱德 | 臺北興富發 |
| 安打王   | 林鴻偉 | 新北市     |
| 盜壘王   | 陳偉志 | 台灣電力   |
| 最佳教練 | 許順益 | 合作金庫   |

## 外部連結
- 2018年爆米花棒球聯盟在台灣棒球維基館上的頁面（繁體中文）
- 2018年爆米花棒球聯盟（页面存档备份，存于）